# Ri Hyang-ok
Ri Hyang-ok (* 18. Dezember 1977) ist eine ehemalige nordkoreanische Fußballspielerin und heutige -schiedsrichterin. Sie nahm in beiden Funktionen an Fußball-Weltmeisterschaften teil.

## Karriere

### Spielerin
Ri nahm als Mittelfeldspielerin mit der nordkoreanischen Fußballnationalmannschaft an den Weltmeisterschaften 1999 und 2003 teil, bei denen sie mit ihrer Mannschaft jeweils nach den Gruppenspielen ausschied. Ri absolvierte dabei als einzige Nordkoreanerin alle sechs Spiele über die volle Spieldauer. In den Jahren 2001 und 2003 konnte sie zudem mit der Auswahl Nordkoreas erstmals die Fußball-Asienmeisterschaft der Frauen gewinnen. Nach der verpassten Qualifikation für die Olympischen Sommerspiele 2004 beendete sie ihre Spielerinnenkarriere.

### Schiedsrichterin
In der Folge wechselte Ri in das Schiedsrichterwesen und nahm unter anderem an der U-20-Fußball-Weltmeisterschaft der Frauen 2014 und dem Algarve-Cup 2015 teil. Zur Fußball-Weltmeisterschaft der Frauen 2015 wurde sie ebenfalls nominiert und leitete dort zwei Gruppenspiele, das Achtelfinalspiel zwischen Deutschland und Schweden sowie das Spiel um Platz 3. Auch bei den Olympischen Spielen 2016 leitete sie zwei Spiele der deutschen Mannschaft: das dritte Gruppenspiel gegen Kanada, das Deutschland mit 1:2 verlor, sowie das Halbfinale gegen die Kanadierinnen, das Deutschland mit 2:0 gewann.
Im Oktober 2017 gehörte sie als eine von sieben Schiedsrichterinnen zum unterstützenden Schiedsrichterinnenteam bei der U-17-Fußball-Weltmeisterschaft 2017, womit erstmals Frauen bei einer WM der Männer zum Einsatz kamen.
Im Dezember 2018 wurde sie für die Fußball-Weltmeisterschaft der Frauen 2019 in Frankreich nominiert.

## Privates
Nach ihrer Spielerinnenkarriere nahm Ri ein Englisch-Studium auf. Der 2011 veröffentlichte Dokumentarfilm Hana, dul, sed porträtiert neben Ri drei weitere ehemalige nordkoreanische Fußballnationalspielerinnen.